# Kluczowe czynniki sukcesu
Kluczowe czynniki sukcesu (KCS) – najważniejsze cechy organizacji, decydujące o przewadze konkurencyjnej i możliwościach rozwoju. 
KCS powinny być jednocześnie: źródłem przewagi konkurencyjnej przez istotny udział w budowaniu korzyści dla klienta, szeroko stosowane w ramach obszarów działania organizacji i trudne do powielenia przez konkurencję. 
Kluczowe czynniki sukcesu są podobne dla organizacji w ramach jednej branży działania. Liderem zostaje najczęściej ta organizacja, która ma ich najwięcej lub też posiadająca KCS ważne i niedostępne dla konkurencji. Dlatego analiza KCS dla branży działania organizacji jest jednym z podstawowych badań w ramach analizy strategicznej. Analiza KCS opiera się na zasadzie Pareta, uznając, że nie warto analizować szczegółowo wszystkich czynników sukcesu przedsiębiorstwa, a jedynie te 20% stanowiące realną przewagę.